# Baphia laurentii
Baphia laurentii är en ärtväxtart som beskrevs av De Wild. Baphia laurentii ingår i släktet Baphia och familjen ärtväxter. Inga underarter finns listade i Catalogue of Life.